# کفرومه
کفرومه (به عربی: کفرومة) یک روستا در سوریه است که در معره نعمان واقع شده‌است. کفرومه ۱۲٬۲۷۶ نفر جمعیت دارد.